# A18 (Zwitserland)
De A18 is een autosnelweg en autoweg in Zwitserland. De weg is 14 km lang en loopt van de A2/A3 bij Bazel tot aan Grellingen. Het gedeelte tussen Reinach en Grellingen is deels autoweg en wordt deels onderbroken door de H18. Er zijn plannen om A18 door te trekken tot de A16 bij Delémont, maar deze verlopen gestaag.